# Francesco Varalda
Francesco Varalda (1895-1968) est un joueur italien de football, qui jouait en tant que milieu de terrain.

## Biographie
En club, Varalda (dit Varalda I pour le distinguer de son coéquipier homonyme Rinaldo Varalda dit Varalda II) fait ses débuts avec le club de la Juventus FC contre le Piemonte Football Club le 3 novembre 1912 lors d'une défaite par 2 buts à 1, match où il inscrit le premier et unique but de sa carrière de footballeur. Sa dernière partie a quant à elle lieu contre le Modène FC le 1er février 1920 lors d'une victoire 1-0. En quatre saisons passées au club bianconero, il a joué un total de 22 matchs.
Il a également évolué durant une brève période à l'Alessandria Calcio, avec aucun match officiel à son actif, mais seulement des matchs amicaux et de préparation pour le championnat 1913-1914.
Après sa période à la Juve, Varalda a joué avec les clubs de l'US Torinese, du Torino, de Casale et de Biellese.

## Palmarès
Juventus
- Championnat d'Italie :
  - Vice-champion : 1919-20.

### Statistiques
| Saison         | Club           | Championnat     | Championnat | Championnat |
| Saison         | Club           | Compétition     | Matchs      | Buts        |
| -------------- | -------------- | --------------- | ----------- | ----------- |
| 1912-1913      | Juventus       | Prima categoria | 7           | 1           |
| 1913-1914      | Juventus       | Prima categoria | 2           | 0           |
| 1914-1915      | Juventus       | Prima categoria | 8           | 0           |
| 1919-1920      | Juventus       | Prima categoria | 5           | 0           |
| Total Juventus | Total Juventus |                 | 22          | 1           |
| Total carrière | Total carrière |                 | 22          | 1           |